# Rolls-Royce Corniche
El Rolls-Royce Corniche es un automóvil que fue producido por Rolls-Royce desde 1971 hasta 1995. Fue ofrecido como un coupé de dos puertas y como un convertible de dos puertas.
El Corniche fue un desarrollo del Rolls-Royce Silver Shadow, con las variantes de dos puertas de ese modelo comercializados como el "Silver Shadow Mulliner Park Ward coupé de dos puertas de capota rígida & capota abatible" desde 1966 hasta 1971 cuando fue aplicado el nombre de Corniche. El exterior fue diseñado por John Polwhele Blatchley.[cita requerida] El modelo fue ensamblado y acabado en Londres en Mulliner Park Ward como continuación del Silver Shadow coupé de 1965 y de capota abatible de 1967, con el nombre aplicado en marzo de 1971. El Corniche también fue vendido por Bentley, aunque ese modelo fue conocido como Continental en 1984. 
El primer coche en llevar el nombre Corniche fue un prototipo de 1939 basado en el Bentley Mark V que nunca fue producido debido a la aparición de la II Guerra Mundial.

## Corniche original
Aunque el Corniche de 1971 fue el primer coche de ese nombre vendido por la compañía, el nombre "Corniche" había sido registrado por Rolls-Royce en la década de 1930. El Corniche original fue un prototipo basado en el Bentley Mark V con una carrocería de la firma parisina van Vooren. El único coche construido recorrió 15.000 millas (24.000 km) de pruebas de resistencia en Europa Continental antes de ser alcanzado por una bomba en Dieppe (Francia) mientras esperaba en los muelles a ser embarcado a Inglaterra.

## Corniche I
El Rolls-Royce Corniche estaba disponible tanto como coupé como convertible.
El coche utilizaba el motor V8 estándar de Rolls-Royce. Tenía un bloque de aleación de aluminio-silicio y una culata de aluminio con cilindros con camisas de hierro fundido. El diámetro de los cilindros era de 4.1 plg (104.1 mm) y la carrera de los pistones era de 3.9 in (99.1 mm) para un total de 6.75 L (6.750 cc/411 cuin). Inicialmente fue equipado con un doble carburador SU, pero fue reemplazado por un "horriblemente complejo" único carburador Solex 4A1 de cuatro depósitos introducido en 1977. Los modelos de exportación mantuvieron el doble SU hasta 1980, cuando fue añadido un inyector de combustible de Bosch.
Una transmisión automática de tres-velocidades (un Turbo Hydramatic 350 proporcionado por General Motors) era estándar. Una suspensión independiente en las cuatro ruedas con suspensiones de muelles fue aumentada con un sistema de auto-nivelación hidráulica (con el mismo sistema que utilizó Citroën, pero sin resortes neumáticos, y con los componentes hidráulicos construidos bajo licencia por Rolls-Royce), en un principio todas las cuatro ruedas, pero más adelante solo las ruedas traseras. Fueron especificados frenos de disco en las cuatro ruedas, con ventilación de los discos añadida en 1972.
El coche originalmente tenía una distancia entre ejes de 119,75 plg (3.042 mm). Esto fue ampliado a 120 plg (3.048 mm) en 1974 y 120,5 plg (3.061 mm) en 1979. En total, 780 berlinas (cupés) y 1.233 Convertibles fueron construidos, para un total de 2.013 Corniche I.

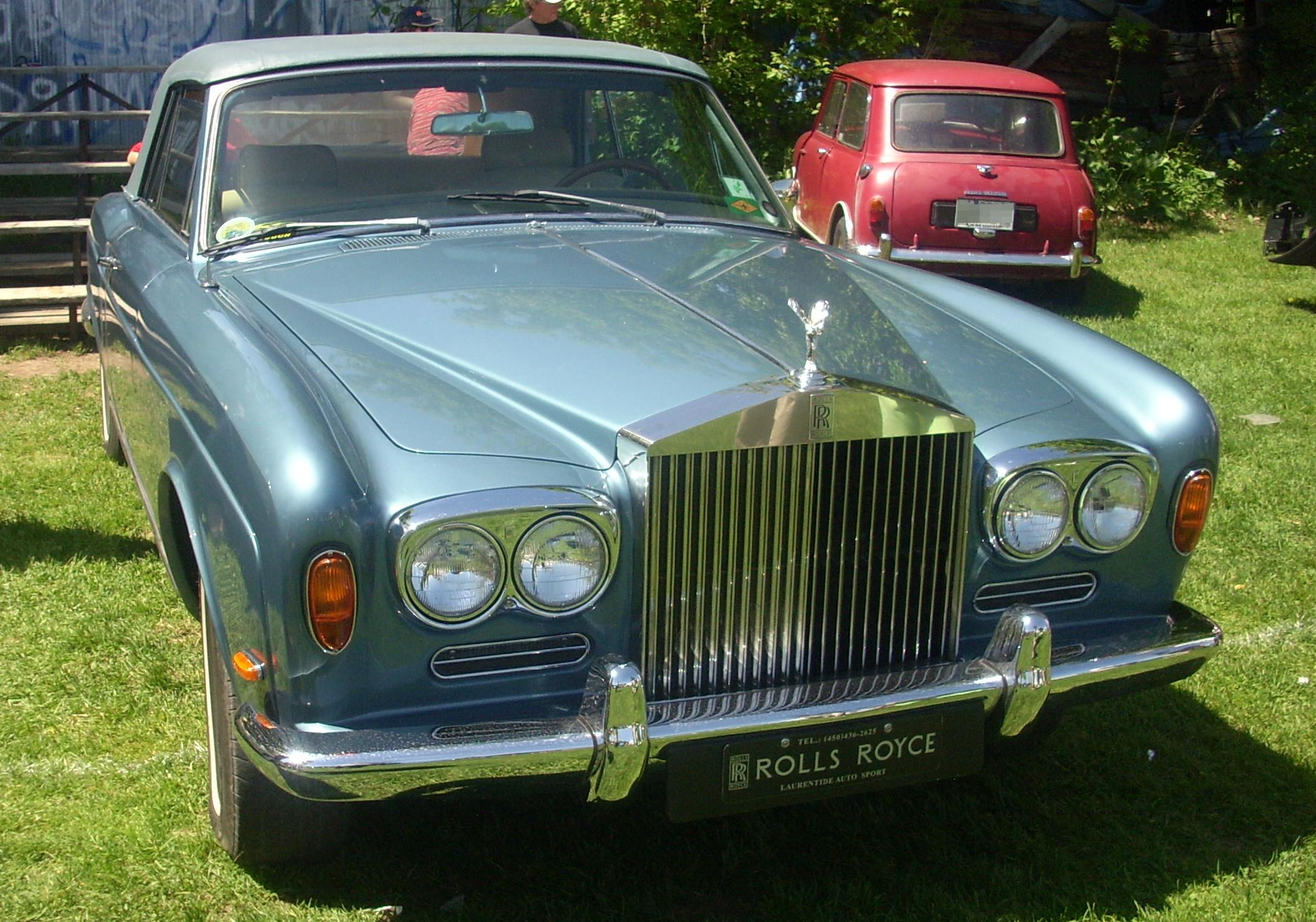
1971-1973 Rolls-Royce Corniche (Norteamérica)
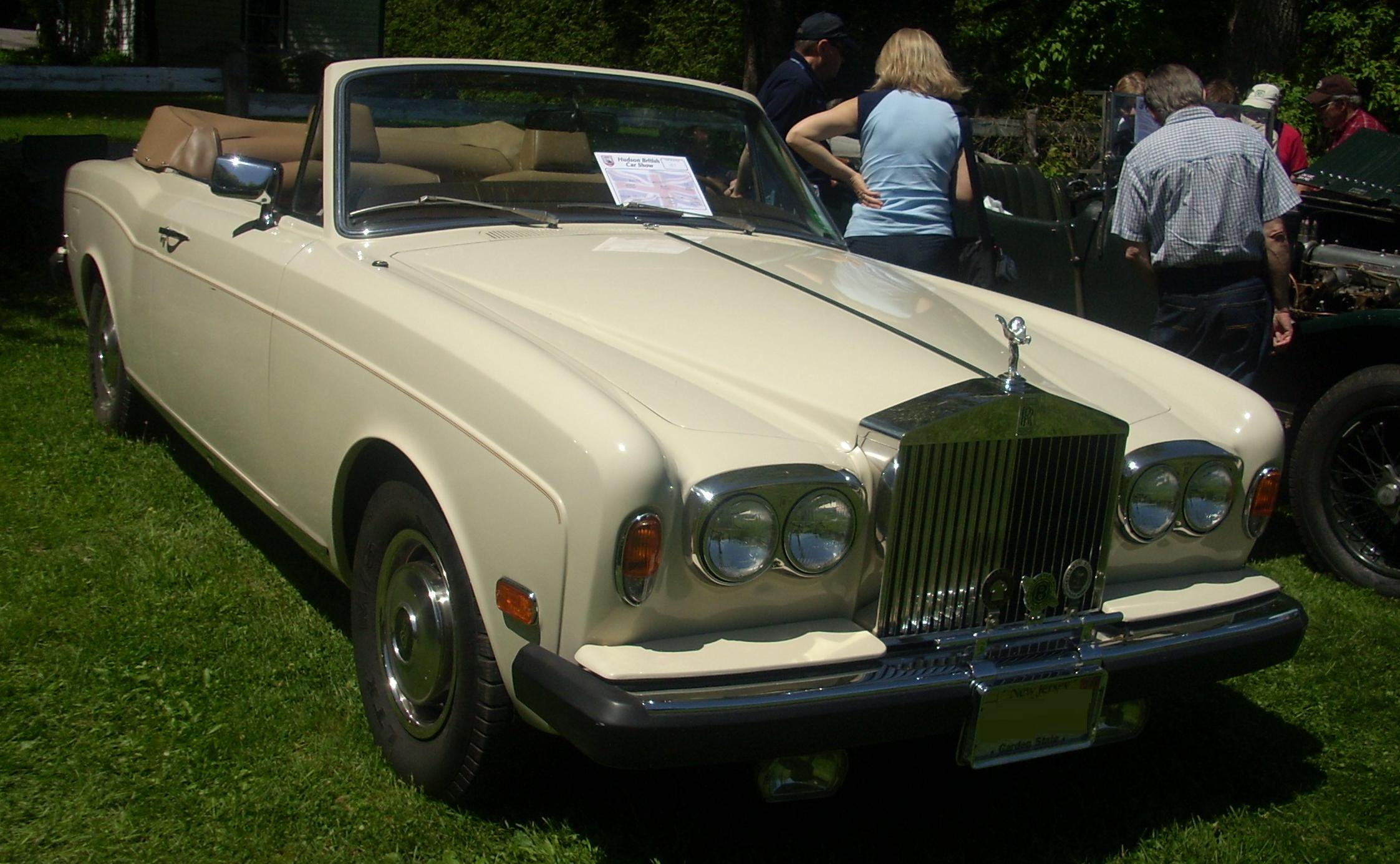
1974-77 Rolls-Royce Corniche convertible (Norteamérica)

## Corniche II

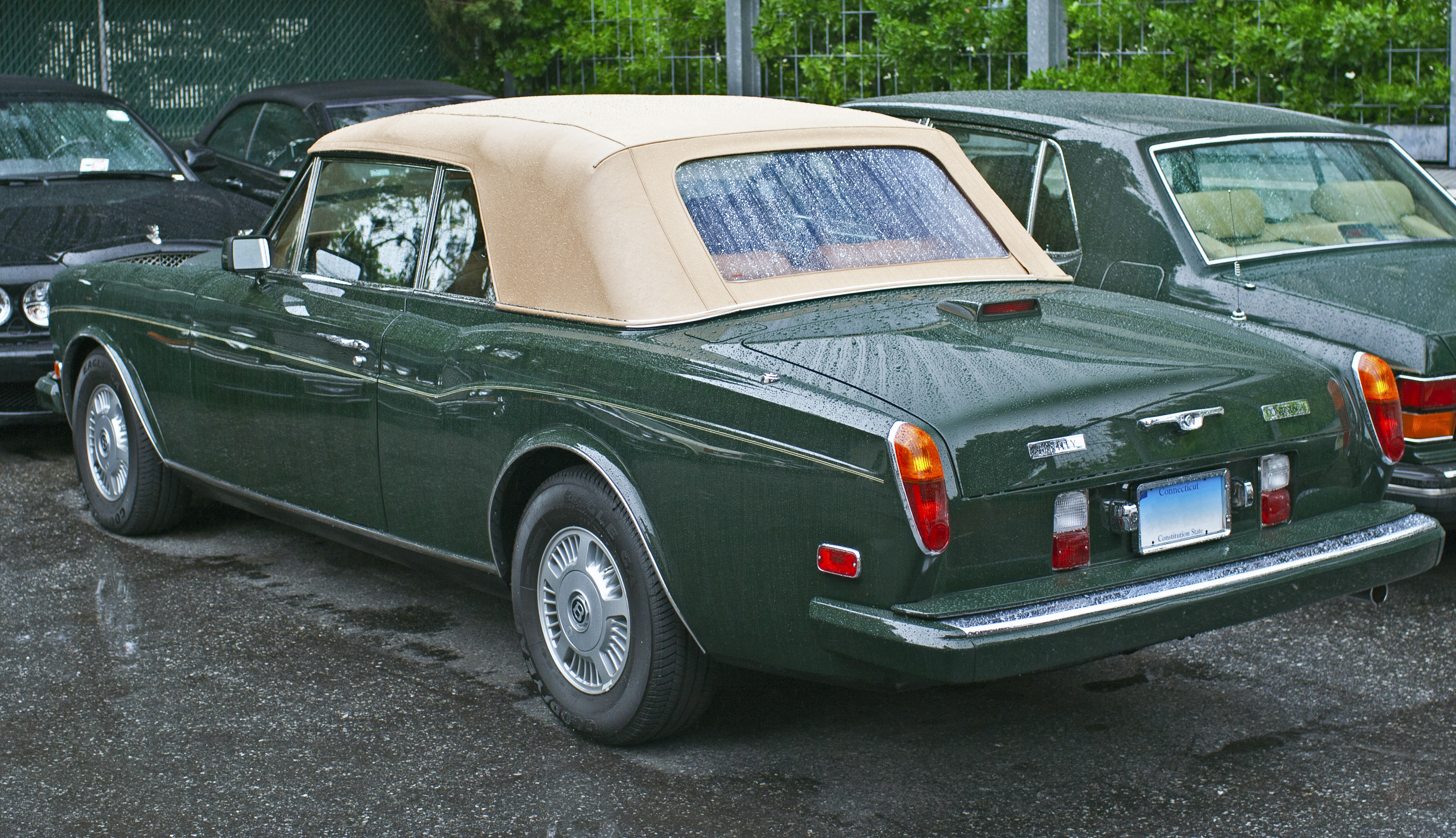
Vista trasera de un Bentley Continental de 1988 (EE. UU.)

El coche fue ligeramente modificado en la primavera de 1988 como Corniche II en 1988. Las diferencias incluyen dirección de piñón, paragolpes de aleación y caucho, radiador de aluminio, refrigerador de gasolina y un sistema de aire acondicionado con dos niveles fue añadido. Cambios posteriores incluyeron una suspensión trasera independiente modificada en marzo de 1979. En marzo de 1981, después de que el Silver Spirit hubiera salido a la venta, la versión Coupé del Corniche y su Bentley gemelo fueron descontinuados. En 1985 también hubo cambios cosméticos e interiores.
Los modelos Corniche recibieron la inyección de carburante Bosch KE/K-Jetronic en 1977. Este motor, llamado el L410I, producía aproximadamente 240 PS (177 kW) justo por encima de 4.000 rpm para una velocidad máxima de 190 kilómetros por hora (118 mph). Fueron añadidos frenos anti-bloqueo en 1988, pero los airbags no estarían disponibles hasta el Corniche III. También nuevo para 1988 fueron algunos cambios en el detalle del interior, pero esto fue también cuando el coche oficialmente fue conocido como Corniche II por primera vez. Después en 1988 también hubo nuevas luces de advertencia marcha atrás y nuevo diseño del entorno de la matrícula trasera, así como un nuevo diseño de los asientos y de la instrumentación.
La versión Bentley fue actualizada en julio de 1984 con un nuevo nombre, el Continental, con paragolpes revisados y codificados por colores, espejos de vista trasera, un nuevo panel y mejoras en los asientos.
La producción del Corniche II (1977-1989) totalizó 3.545 unidades, con 328 cupés y 3.217 Convertibles. 1.226 de ellos fueron "oficialmente" Corniche II.[cita requerida]

## Corniche III
El Corniche III fue introducido en el Salón del Automóvil de Fráncfort de 1989 con nuevas llantas de aleación, paragolpes coloreados, un sistema de suspensión más avanzado, airbags e inyección de carburante MK-Motronic. Cambios interiores menores incluían un panel de control, consola y asientos revisados.

## Corniche IV
El coche fue reactualizado en 1992 como Corniche IV, presentado en el Salón del Automóvil de Detroit en enero. Para ese tiempo la producción se había trasladado a Crewe, en preparación para el cierre de 1994 de Mulliner Park Ward. Mecánicamente, el IV se benefició de una transmisión automática de cuatro-velocidades GM4L80 en lugar de la antigua unidad de GM400 de tres-velocidades. Fue también introducida una suspensión adaptativa. Visualmente no existe casi diferencia entre el Corniche III y IV aunque ahora se instaló una ventana de vidrio trasera, una importante mejora de la previa unidad de plástico. El resto del mecanismo de la capota también fue mejorado, y ya no requería un cierre manual. Se especificó un aire acondicionado libre de CFC, así como airbags para el conductor y pasajeros. En octubre de 1992 se presentó un Corniche para conmemorar el 21 aniversario. Se construyeron 25 unidades, todos acabados en Azul Ming, con un techo de color crema y una placa de plata en el panel de control.
En agosto de 1993 un motor mejorado con un 20 por cien más de potencia se convirtió en un equipamiento de serie. Los últimos 25 modelos Corniche en ser construidos, completados en verano de 1995, fueron versiones únicas con turbocompresor y fueron llamados el Corniche S. En total, 5.146 Corniche Convertibles fueron construidos, más 1.18 berlinas (cupés), y 140 Bentley Corniches.

## Corniche V (2000)
Un quinto coche en llevar el nombre Corniche hizo su debut en enero de 2000. En el momento de su lanzamiento, era el vehículo más caro ofrecido por Rolls-Royce, con un precio base de US$359.900. Su producción fue cesada brevemente después, en 2001, ya que Bentley y Rolls-Royce se convirtieron en dos compañías separadas otra vez, con dos propietarios diferentes. Bentley se convirtió en subsidiaria de Volkswagen AG y continuó su fabricación en la factoría de Crewe mientras que Rolls-Royce se convirtió en propiedad exclusiva de BMW y produjo en una factoría enteramente nueva construida por BMW.

## Producción
- Rolls-Royce Corniche: 4.332
  - Berlina (1971-1981): 1.108
  - Convertible (1971-1988): 3.224
- Bentley Corniche: 140
  - Berlina (1971-1981): 63
  - Convertible (1971-1984): 77
- Rolls-Royce Corniche II (1988-1989): 1.226
- Rolls-Royce Corniche III (1989-1992): 452
- Rolls-Royce Corniche IV (1992-1995): 244
  - Corniche IV (1992-1995): 219
  - Corniche S (1995): 25
- Bentley Continental (1984-1994): 421
  - Bentley Continental Turbo (1992-1995): 8